# Carex quichensis
Carex quichensis är en halvgräsart som beskrevs av Frederick Joseph Hermann. Carex quichensis ingår i släktet starrar, och familjen halvgräs.
Artens utbredningsområde är Guatemala. Inga underarter finns listade i Catalogue of Life.